# Hallen van Elsene

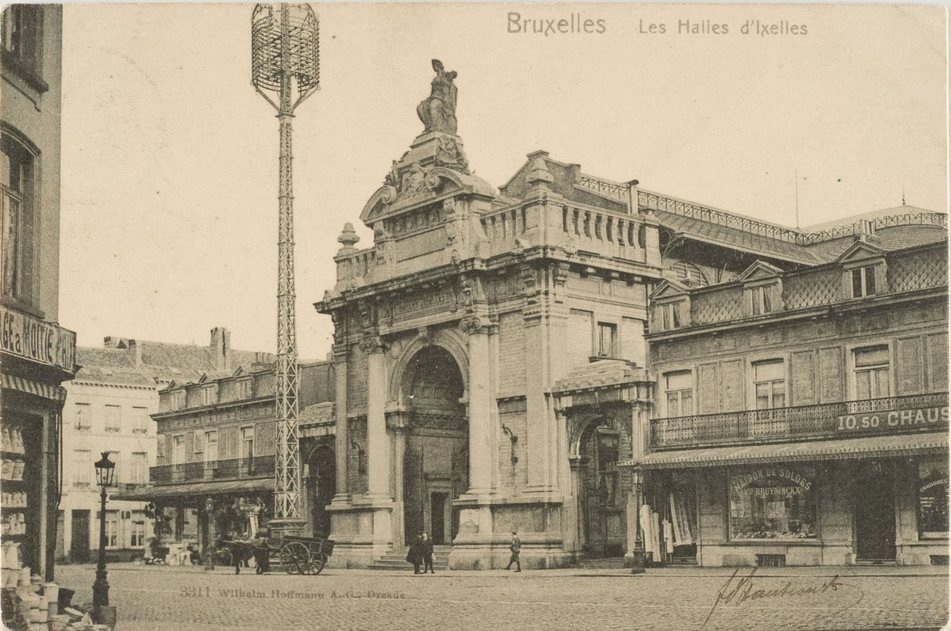
Voorgevel van de hallen. Het monumentale portaal was bekroond met een Ceresbeeld van Louis Samain.

De Hallen van Elsene (Frans: Halles d'Ixelles) waren een overdekte markthal in de Brusselse gemeente Elsene die bestond van 1879 tot 1971.

## Geschiedenis
Tijdens de snelle verstedelijking eind 19e eeuw werd een terrein tussen de Kribbestraat, Tulpstraat, Sans Soucistraat en Raadstraat aangemerkt voor een markthal. Gemeentearchitect Edmond Legraive, die had meegewerkt aan de Centrale Hallen, tekende de plannen in 1876. Koning Leopold II was aanwezig bij de plechtige inhuldiging op 29 november 1879. In het kruisvormige gebouw werden vooraan groenten en fruit verkocht en achteraan vlees, met beneden een ijskelder. Ondanks de hoge bouwkost van 1 miljoen frank vertoonde het gebouw tal van gebreken. Het glazen dak werd vervangen door zinken golfplaat en de verzakkende keramische vloertegels door asfalt. Ook de exploitatie verliep moeizaam: in 1894 had de helft van de kramen geen uitbater en vanaf ongeveer 1905 haalden openluchtmarkten weer de bovenhand (o.a. op het Heilig-Kruisplein). De markthal raakte in onbruik. Een eerste herbestemmingsplan dook op in 1909 en tijdens de Eerste Wereldoorlog gebruikte het Nationaal Hulp- en Voedingskomiteit de ruimte als opslagplaats. Na verschillende onvoldragen voorstellen werden de hallen in 1936 gesloten. Nog vóór de Tweede Wereldoorlog werd de voorgevel afgebroken, de vervallen metalen structuur kort nadien. Enkel de hoekhuisjes bleven nog overeind tot 1971. Op het leeggemaakte terrein kwamen twee appartementsblokken bovenop een ondergrondse parking.

## Voetnoten
1. ↑  Halles d'Ixelles, Reflexcity (bezocht 23 januari 2019). Gearchiveerd op 23 januari 2019.